# Mohammed Eke
Mohammed Eke (* 30. Mai 1988 in Essen-Borbeck) wurde bekannt, als er 2009 aus Deutschland in die Türkei abgeschoben wurde.

## Leben
Mohammed Eke wurde als Mohammed Ahmed am 30. Mai 1988 in Essen geboren und wuchs auch dort auf. Er lebte dabei im Glauben, dass seine Eltern vor seiner Geburt wegen des Bürgerkriegs aus dem Libanon nach Deutschland geflohen seien. 2001 erhielt die Familie einen Brief von der Ausländerbehörde zwecks Hinweise auf einer falschen Angabe bei der Herkunft. Nach einem DNA-Test stand fest, dass die Eltern aus der südosttürkischen Provinz Mardin kamen, in der auch Arabisch gesprochen wird. Im Oktober 2002 wurde die Aufenthaltsgenehmigung nicht mehr verlängert und nachdem im April 2005 eine Abschiebung erfolglos war, ist es den Beamten gelungen, die Eltern und die jüngeren Geschwister festzunehmen und abzuschieben; Mohammed Eke war zu diesem Zeitpunkt im Haus seines älteren Bruders.
Er wurde daraufhin bei der Ausländerbehörde vorstellig, doch er konnte nicht umgehend abgeschoben werden. Ein Verbleib in Deutschland war laut Aufenthaltsgesetz von „erbrachten Integrationsleistungen“ abhängig. In seiner Jugend hatte Mohammed Eke Konflikte mit dem Gesetz. Mittlerweile lebte er im Heim, doch nach wenigen Tagen galt er als vermisst. Daraufhin besuchte er ein Projekt für jugendliche Asylbewerber, doch auch dort war er nach einem halben Jahr nicht mehr vorstellig gewesen und den Kontakt zu seinem Vormund brach er ab. Am 9. Juni 2006 – wenige Tage nach seinem 18. Geburtstag – wurde er zur Festnahme ausgeschrieben. Zwei Jahre tauchte er in Bremen bei seiner Schwester – eine deutsche Staatsbürgerin – und in Essen bei seinen Freunden unter, ehe er am 7. November 2008 in der Autowerkstatt seines Bruders festgenommen wurde. Einen Tag später wurde er in der Abschiebehaftanstalt in Büren untergebracht. Zweimal lehnte er eine Beantragung einer türkischen Staatsbürgerschaft mit der Begründung ab, in Deutschland geboren und somit deutscher Staatsangehöriger zu sein.
Auf Initiative seiner in Bremen lebenden Schwester strengten zwei Anwälte eine Klage gegen die Abschiebung an, doch das Gelsenkirchener Verwaltungsgericht stellte fest, dass das Untertauchen von Mohammed Eke im Bundesgebiet erkennen lasse, dass er eine „Integration in die deutsche Rechtsordnung“ von seinen „Interessen abhängig machen will“ und dies gegen die fehlende Integration spreche. Eine Beschwerde der Anwälte vor dem nordrhein-westfälischen Oberverwaltungsgericht wurde zurückgewiesen, da eine Verwurzelung in die deutsche Gesellschaft nicht festzustellen sei. Am 6. August 2009 wurde er in die Türkei abgeschoben; Mohammed Eke lebte nun in Istanbul in einer Moschee und später in Kroatien. 2010 reist er als illegaler Einwanderer zurück nach Deutschland, wo er an der Grenze aufgegriffen wurde. Die Behörden des Bundeslandes Bayern waren für ihn zuständig, ehe er zu seiner Schwester nach Bremen reisen konnte. Mohammed Eke absolvierte seit 2013 eine Ausbildung zum Fertigungstechniker.

## Dokumentationen
Sein Leben wurde im ZDF im Rahmen der Sendung „37 Grad“ mit dem Titel Herr Eke möchte bleiben – Hier geboren und nur geduldet dokumentiert. Die Erstausstrahlung fand am 29. Oktober 2013 statt. Der Film über das Leben von Herrn Eke wurde anschließend noch von Organisationen wie Attac zum Thema Unrecht der Abschiebung öffentlich gezeigt. 2015 zeigt die ARD in Rahmen der ARD-Themenwoche Heimat die Dokumentation Heimatlos in Istanbul über sein schwieriges Leben in Istanbul. Schon im Jahr 2009 brachte der Spiegel eine große Dokumentation unter dem Titel Die Reise des jungen Herrn Eke über sein bisheriges Leben und die Abschiebung.